# Un autre monde (film)
Pour les articles homonymes, voir Un autre monde.
Pour plus de détails, voir Fiche technique et Distribution.

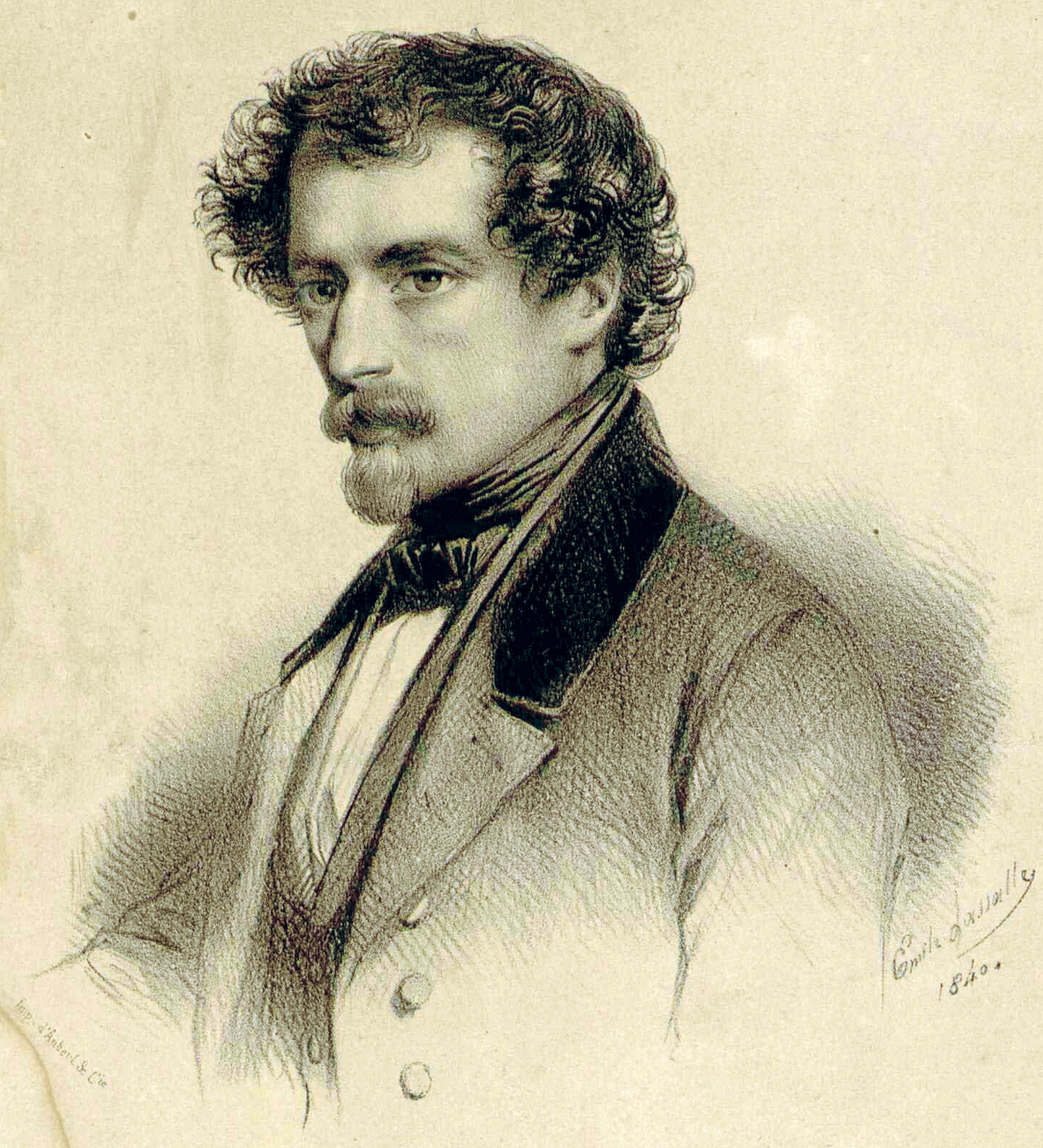
Grandville.

Un autre monde est un court métrage français réalisé par Jean Jabely, sorti en 1965.

## Synopsis
L'univers fantastique du dessinateur Grandville.

## Fiche technique
- Titre : Un autre monde
- Réalisation : Jean Jabely
- Scénario : Jean Jabely
- Commentaire de Jean Jabely, dit par Philippe Noiret
- Musique : Jean Constantin
- Société de production : Como Films (Samy Halfon)
- Pays d'origine : France
- Format : Noir et blanc
- Durée : 10 min
- Date de sortie : 1965